# Roland Weise
Roland Weise (* 1952) ist ein deutscher Manager.

## Leben
Nach dem Abitur 1971 am Alexander-von-Humboldt-Gymnasium Schweinfurt leistete Weise seinen Wehrdienst bei der Panzertruppe. Er ist Leutnant der Reserve. Es folgte ein Studium der Betriebswirtschaftslehre in Würzburg. Während seines Studiums wurde Weise Mitglied der Burschenschaft Germania zu Würzburg. Nach seinem Studium wurde er als Steuerberater zugelassen. 1992 wurde Weise Mitglied der Geschäftsführung der Media-Saturn-Holding. Von 2001 bis 2005 war er deren CFO. Von 2007 bis 2010 war er Vorsitzender der Geschäftsführung der Media-Saturn-Holding.